# NGC 1109
NGC 1109 é uma galáxia  localizada na direcção da constelação de Aries. Possui uma declinação de +13° 15' 20" e uma ascensão recta de 2 horas, 47 minutos e 43,5 segundos.
A galáxia NGC 1109 foi descoberta em 2 de Dezembro de 1863 por Albert Marth.